# Forsirano hlađenje
Forsirano hlađenje je prinudno, forsirano hlađenje različitih uređaja, komponeti i agregata različitim medijumima kao što su vazduh, voda, ulje...
Forsirano hlađenje se primenjuje kada konveksnim hlađenjem nije moguće izvršiti dovoljno rashlađivanje.
O forsiranom hlađenju se može govoriti kod svih prinudnih hlađenja ventilatorima kao što su klima uređaji, lindeove mašine, ventilatori sa hladnjacima automobilskih motora, hlađenje napajanja i procesora računara. Hlađenje vodom se koristi u emisionim postrojenjima, različitim električnim centralama. Hlađenje uljem se sprovodi u automobilskim motorima].
Odsustvo tj. otkaz sistema za forsirano hlađenje može izazvati katastrofe kao što su bile u Černobilju ili Fikušimi i ozbiljne kvarove npr. otkaz ventilatora koji hladi procesor računara na matičnoj ploči
Zagrejan vazduh, voda ili ulje se pri tome može koristiti za dalje grejanje.